# 湯の浜
湯の浜（ゆのはま）は、鹿児島県指宿市の町丁。郵便番号は891-0406。人口は2,680人、世帯数は1,237世帯（2010年10月1日現在）。湯の浜一丁目から湯の浜六丁目までがあり、湯の浜一丁目から湯の浜六丁目までの全域で住居表示を実施している。

## 地理
指宿市の東部に位置しており、字域の北端部を逆瀬川、北部を丹波川、南部を橋牟礼川及び山王川が東流している。字域の北方には湊、西方から南方にかけては十二町がそれぞれ隣接しており、東方には鹿児島湾に面する。
字域は主に西部が住宅地及び商業地域となっており、東部の海岸付近はは砂蒸し温泉を中心とした旅館・ホテルなどの施設が集積する観光地となっている。
字域の東部を鹿児島県道238号下里湊宮ケ浜線が海岸付近を南北に通り、北端部を指宿駅と指宿駅前入口交差点を結ぶ中央通りが通る。

### 河川
- 逆瀬川
- 丹波川
- 橋牟礼川
- 山王川

## 歴史
1978年（昭和53年）10月1日に十二町の一部で住居表示が実施されるのに伴い、大字十二町の一部より分割され、指宿市の町丁として「湯の浜一丁目」「湯の浜二丁目」「湯の浜三丁目」「湯の浜四丁目」「湯の浜五丁目」「湯の浜六丁目」が設置された。
2006年（平成18年）1月1日には指宿市が山川町及び開聞町と新設合併し、新制の指宿市となったが、旧指宿市の区域では大字名の変更は無く、住所の表示は従来通り（指宿市湯の浜一丁目から指宿市湯の浜六丁目）である。

### 字域の変遷
| 実施後               | 実施年             | 実施前           |
| -------------------- | ------------------ | ---------------- |
| 湯の浜一丁目（新設） | 1978年（昭和53年） | 大字十二町の一部 |
| 湯の浜二丁目（新設） | 1978年（昭和53年） | 大字十二町の一部 |
| 湯の浜三丁目（新設） | 1978年（昭和53年） | 大字十二町の一部 |
| 湯の浜四丁目（新設） | 1978年（昭和53年） | 大字十二町の一部 |
| 湯の浜五丁目（新設） | 1978年（昭和53年） | 大字十二町の一部 |
| 湯の浜六丁目（新設） | 1978年（昭和53年） | 大字十二町の一部 |

## 世帯数・人口
世帯数・人口（2010年10月1日現在）
| 大字         | 人口 | 世帯数 |
| ------------ | ---- | ------ |
| 湯の浜一丁目 | 586  | 253    |
| 湯の浜二丁目 | 379  | 176    |
| 湯の浜三丁目 | 514  | 238    |
| 湯の浜四丁目 | 431  | 200    |
| 湯の浜五丁目 | 330  | 157    |
| 湯の浜六丁目 | 440  | 213    |

## 施設

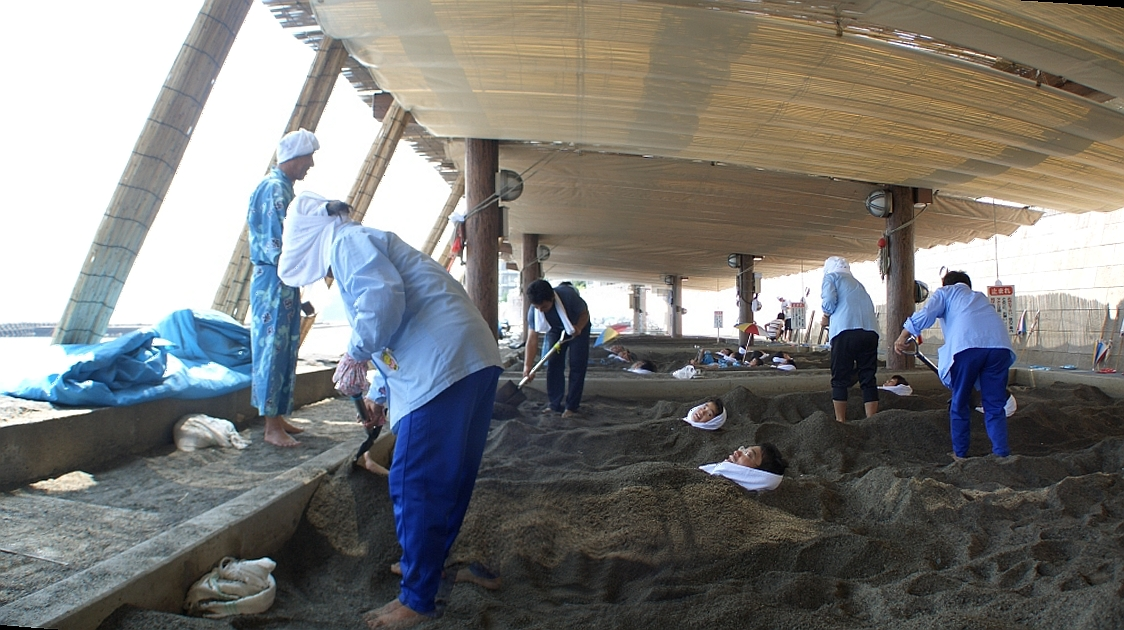
指宿市天然砂むし温泉施設（砂むし会館）の砂蒸し温泉

### 公共
- 指宿市天然砂むし温泉施設（砂むし会館）[7]

### 教育
- 指宿市立丹波小学校

### 郵便局
- 指宿湯の浜郵便局

### 寺社
- 若宮神社
- 秋葉神社

## 小・中学校の学区
市立小・中学校に通う場合、学区（校区）は以下の通りとなる。
| 大字         | 地区 | 小学校             | 中学校               |
| ------------ | ---- | ------------------ | -------------------- |
| 湯の浜一丁目 | 全域 | 指宿市立丹波小学校 | 指宿市立南指宿中学校 |
| 湯の浜二丁目 | 全域 | 指宿市立丹波小学校 | 指宿市立南指宿中学校 |
| 湯の浜三丁目 | 全域 | 指宿市立丹波小学校 | 指宿市立南指宿中学校 |
| 湯の浜四丁目 | 全域 | 指宿市立丹波小学校 | 指宿市立南指宿中学校 |
| 湯の浜五丁目 | 全域 | 指宿市立丹波小学校 | 指宿市立南指宿中学校 |
| 湯の浜六丁目 | 全域 | 指宿市立丹波小学校 | 指宿市立南指宿中学校 |

## 交通

### 鉄道
指宿枕崎線が字域の西端部を南北に走っているが、駅は存在しておらず、隣接する湊一丁目に所在している指宿駅が最寄駅となる。

### 道路
一般県道
- 鹿児島県道238号下里湊宮ケ浜線